# Costa-ricanische Fußballnationalmannschaft (U-17-Juniorinnen)
Die costa-ricanische U-17-Fußballnationalmannschaft der Frauen repräsentiert Costa Rica im internationalen Frauenfußball. Die Nationalmannschaft untersteht der Federación Costarricense de Fútbol und wird seit 2017 von Patricia Aguilar trainiert, die zuvor bereits seit 2015 Co-Trainerin ihrer Vorgängerin Amelia Valverde gewesen war.
Die Mannschaft tritt bei der U-17-Nord- und Zentralamerikameisterschaft und der U-17-Weltmeisterschaft für Costa Rica an. Seinen bislang größten Erfolg erreichte das Team mit dem zweiten Platz bei der Nord- und Zentralamerikameisterschaft 2008 und der damit verbundenen Qualifikation für die U-17-Weltmeisterschaft 2008. Bei ihren beiden WM-Teilnahmen kam die costa-ricanische U-17-Auswahl jedoch nie über die Gruppenphase hinaus.

## Turnierbilanz

### Weltmeisterschaft
| Jahr   | Gastgeber           | Platzierung        |
| ------ | ------------------- | ------------------ |
| 2008   | Neuseeland          | Gruppenphase       |
| 2010   | Trinidad und Tobago | nicht qualifiziert |
| 2012   | Aserbaidschan       | nicht qualifiziert |
| 2014   | Costa Rica          | Gruppenphase       |
| 2016   | Jordanien           | nicht qualifiziert |
| 2018   | Uruguay             | nicht qualifiziert |
| 2021 1 | Indien 1            | – 1                |
| 2022   | Indien              | nicht qualifiziert |

### Nord- und Zentralamerikameisterschaft
| Jahr   | Gastgeber                    | Platzierung        |
| ------ | ---------------------------- | ------------------ |
| 2008   | Trinidad und Tobago          | 2. Platz           |
| 2010   | Costa Rica                   | 4. Platz           |
| 2012   | Guatemala                    | nicht qualifiziert |
| 2013   | Jamaika                      | nicht qualifiziert |
| 2016   | Grenada                      | Gruppenphase       |
| 2018   | Nicaragua Vereinigte Staaten | Gruppenphase       |
| 2020 2 | Mexiko 2                     | – 2                |
| 2022   | Dominikanische Republik      | Viertelfinale      |